# 静岡県立小笠高等学校
静岡県立小笠高等学校（しずおかけんりつ おがさこうとうがっこう）は、静岡県菊川市東横地に所在する県立高等学校。全国8番目、静岡県内最初の総合学科高校。特色は、2学期制・単位制の点。通称は「がっさー」「おがさ」「がさこう」。校訓の至誠実行は、二宮尊徳の報徳学を用いている。報徳学は実行学。「至誠・勤労・分度・推譲」

## 沿革
- 1912年11月11日 ‐ 郡立静岡県小笠農学校（乙種）創立
- 1913年4月 ‐ 開校、静岡県小笠郡六郷村半済1633番地　（定員150人）
- 1920年4月 ‐ 静岡県小笠農学校と改称（甲種）、（定員180人）
- 1922年3月 ‐ 県立移管、静岡県立小笠農学校と改称
- 1937年10月 ‐ 校地拡張、校舎、講堂新築落成
- 1941年4月 ‐ 学級増加認定2学級となる（定員300人）、校歌制定
- 1942年11月 - 創立30周年記念式典挙行
- 1944年4月 - 静岡県堀之内女子農業学校（堀之内高等家政女学校）を県立に移管、小笠農学校女子部となる。学則変更、男子初修5年生、女子高修2年制（定員200人）
- 1946年4月 - 女子高修3年制となる
- 1948年4月 - 学制改革により静岡県立小笠農業高等学校となる
- 1948年9月 - 定時制農業科設置（4年制）
- 1949年4月 - 農業別科設置（1年制）
- 1950年4月 - 五和分校（定時制農業科夜間）開設
- 1955年4月 - 学則変更、農業課程家庭科設置
- 1959年3月 - 定時制農業科募集停止、五和分校島田高校へ移管
- 1961年3月 - 農業別科募集停止
- 1963年4月 - 茶業科、農業土木科設置、家庭科は生活科と改称
- 1966年6月 - 文部省より農業自営者養成高等学校の指定を受ける
- 1966年11月 - 全面移転敷地造成工事起工
- 1967年4月 - 学則変更、園芸科設置（定員40人）、生活科（定員40人）
- 1967年11月 - 寄宿舎竣工（迎高寮）１期生入寮
- 1968年3月 - 本館竣工
- 1968年6月 - 現校地に全面移転開校
- 1968年11月 - 体育館兼講堂落成
- 1971年11月 - 創立60周年記念式典挙行、新農場完成
- 1974年3月 - 格技場竣工（錬心館）
- 1979年3月 - プール・テニスコート竣工
- 1979年9月 - 弓道場竣工
- 1980年2月 - 本間常吉初代校長　胸像建立
- 1980年3月 - 寄宿舎女子研修室竣工
- 1981年3月 - グランド拡張工事完成
- 1982年4月 - 定員160人　4学級となる
- 1982年9月 - 至誠会館竣工
- 1982年11月 - 創立70周年記念式典挙行
- 1983年4月 - 定員200人、5学級となる
- 1983年12月 - 管理棟校舎耐震補強工事完成
- 1987年3月 - 農業科募集停止
- 1987年4月 - 食品流通科設置（定員40人）
- 1988年3月 - 食品流通実習棟竣工
- 1988年11月 - 特別教室棟校舎耐震補強工事完成
- 1991年4月 - 生活科を生活学科に改編（定員40人）
- 1992年11月 - 創立80周年記念式典挙行
- 1995年3月 - 農業関係学科募集停止
- 1995年4月 - 静岡県立小笠高等学校と校名変更と共に校章・校旗・校歌を変更、総合学科設置（定員320人）
- 1996年3月 - 総合実習棟竣工
- 1996年8月 - 教室棟竣工
- 1996年10月 - 駐輪場竣工
- 1997年3月 - グランド改修工事完成
- 1998年3月 - 弓道場竣工
- 1999年9月 - 体育館（屋内競技場・柔剣道場・多目的室・トレーニング室）竣工
- 2000年3月 - 部室棟竣工
- 2002年11月 - 創立90周年記念式典挙行
- 2004年4月 - 定員280人、7学級となる
- 2004年11月 - 総合学科10周年記念式典挙行
- 2006年4月 - 定員240人、6学級となる
- 2012年11月 - 創立100周年記念式典挙行
- 2014年1月 - 更衣室棟新築工事完成
- 2015年1月 - 総合学科20周年記念式典挙行
- 2021年4月 - 定員200人となる

## 設置学科
- 総合学科
  - ビジネス情報系列
  - 情報技術系列
  - 人文国際系列
  - 芸術系列
  - 自然科学系列
  - 農業科学系列
  - 健康系列…スポーツ科･福祉科･保育生活科

## 著名な出身者
- 山﨑貴弘（元プロ野球選手、ヤクルトスワローズ - 千葉ロッテマリーンズ）
- 佐々木健（プロ野球選手、広島東洋カープ)
- 渡辺翔太（お笑い芸人、くらげ）

## アクセス
- しずてつジャストライン菊川浜岡線 ｢西横地｣停留所から、徒歩5分
- しずてつジャストライン菊川浜岡線 ｢小笠高校入口｣停留所から、徒歩1分
- JR東海　菊川駅から、徒歩49分